# Obóz jeniecki NKWD we Frydrychówce
Obóz jeniecki NKWD we Frydrychówce (Wołoczyska) – przejściowy obóz jeniecki Ludowego Komisariatu Spraw Wewnętrznych ZSRR dla przetrzymywania jeńców polskich z tzw. pierwszej grupy.
Mieścił się we wsi Frydrychówka nad Zbruczem, w obwodzie chmielnickim, na obecnej Ukrainie. Frydrychówka jest obecnie częścią miasta Wołoczyska. Obóz położony przy linii kolejowej Tarnopol - Chmielnicki.
Obóz funkcjonował od 20 września 1939 do lutego 1940. Był to obóz przejściowy dla jeńców polskich, aresztowanych po agresji ZSRR na Polskę z 17 września 1939. Tutaj Armia Czerwona przekazywała internowanych w ręce NKWD. Zlokalizowany był na terenie byłego majątku Ledóchowskich położonym po rosyjskiej stronie granicy. Prawdopodobnie część jeńców przetrzymywano na terenie koszar w Wołoczyskach. 
We Frydrychówce do czasu rozesłania do właściwych obozów było przetrzymywanych około 5 tysięcy polskich żołnierzy, głównie oficerów Wojska Polskiego. Następowała tu wstępna rejestracja jeńców. Obóz nie był zorganizowany. Jeńcy musieli nocować pomiędzy stajniami folwarcznymi, brak było jakichkolwiek urządzeń, nie dostawali regularnie żywności. Znaczną część jeńców enkawudyści przetrzymywali pod gołym niebem. Już po miesiącu zaczęli wysyłać ich do właściwych obozów jenieckich. W lutym 1940 zakończyli „rozładowywanie” obozu, kierując oficerów do obozów w Kozielsku i Starobielsku, policjantów zaś do Ostaszkowa. Resztę jeńców przetransportowali do obozu w Putywlu i do Kozielszczyzny. 
Jeńcem tego obozu był:
- kpt. Franciszek Andrzej Kubala, który 19 listopada 1939 był już jeńcem obozu Kozielskiego a następnie został zamordowany w Katyniu[4],
- płk dypl. dr Stanisław Künstler[3],
- Jan Karski.